# Lisnău-Vale, Covasna
Lisnău-Vale (maghiară Lisznyópatak) este un sat în comuna Ozun din județul Covasna, Transilvania, România. Se află în partea de sud-vest a județului, în Munții Întorsurii.